# Чемпіонат України з легкої атлетики в приміщенні 2005
Чемпіонат України з легкої атлетики в приміщенні 2005 серед дорослих був проведений 11-13 лютого в Сумах в манежі Української академії банківської справи.
Першість з легкоатлетичних багатоборств була окремо розіграна на паралельному чемпіонаті 12-13 лютого в Сумах.

## Призери

### Чоловіки
| Дисципліни                | Золото                                                                        | Золото  | Срібло                                                                                 | Срібло  | Бронза                                                                                                  | Бронза  |
| ------------------------- | ----------------------------------------------------------------------------- | ------- | -------------------------------------------------------------------------------------- | ------- | --- | ------- |
| 60 метрів                 | Дмитро Глущенко Харківська область                                            | 6,73    | Анатолій Довгаль Харківська область                                                    | 6,75    | Костянтин Васюков Донецька область                                                                      | 6,79    |
| 200 метрів                | Дмитро Глущенко Харківська область                                            | 21,06   | Ігор Бодров Харківська область                                                         | 21,52   | Дмитро Островський Хмельницька область                                                                  | 21,80   |
| 400 метрів                | Володимир Демченко Дніпропетровська область                                   | 46,90   | Михайло Книш Вінницька область                                                         | 47,41   | Олексій Рачковський Житомирська область                                                                 | 47,59   |
| 800 метрів                | Олег Лобанов Київ                                                             | 1.50,13 | Володимир Ковалик Івано-Франківська область                                            | 1.51,59 | Віталій Волошин Черкаська область                                                                       | 1.51,71 |
| 1500 метрів               | Микола Трубачов Київ                                                          | 3.47,67 | Василь Цікало Львівська область                                                        | 3.48,73 | Олександр Борисюк Волинська область                                                                     | 3.49,09 |
| 3000 метрів               | Вадим Слободенюк Рівненська область                                           | 8.02,84 | Сергій Редько Луганська область                                                        | 8.10,45 | Ігор Гелетій Івано-Франківська область                                                                  | 8.15,40 |
| 60 метрів з бар'єрами     | Сергій Демидюк Київ                                                           | 7,71    | Давід Іларіані Грузія                                                                  | 7,80    | Андрій Батраченко Дніпропетровська область                                                              | 8,06    |
| 3000 метрів з перешкодами | Вадим Слободенюк Рівненська область                                           | 8.19,50 | Сергій Редько Луганська область                                                        | 8.30,45 | Іван Забоєв Луганська область                                                                           | 8.43,17 |
| 4×400 метрів              | Запорізька областьМихайло Дмитрієв Олександр Шумаков Сергій Малашко Євген Кущ | 3.16,63 | Житомирська областьОлексій Рачковський Віталій Подакін Олег Зимароєв Сергій Логвиненко | 3.16,94 | Вінницька областьАнтон Девятко Олександр Доценко Михайло Книш Олександр Обертинський                    | 3.18,60 |
| Стрибки у висоту          | Віктор Шаповал Львівська область                                              | 2,15    | Дмитро Дем'янюк Львівська область                                                      | 2,15    | Юрій Крімаренко Київська областьОлексій Берестнєв Донецька областьАндрій Кармелюк Тернопільська область | 2,15    |
| Стрибки з жердиною        | Владислав Ревенко Київська область                                            | 5,75    | Олександр Корчмід Київська область                                                     | 5,70    | Максим Мазурик Донецька область                                                                         | 5,65    |
| Стрибки у довжину         | Валерій Васильєв Сумська область                                              | 8,01    | Володимир Зюськов Донецька область                                                     | 7,97    | Олексій Лукашевич Дніпропетровська область                                                              | 7,95    |
| Потрійний стрибок         | Микола Саволайнен Київ                                                        | 16,81   | Андрій Троць Дніпропетровська область                                                  | 16,01   | Володимир Летніков Молдова                                                                              | 16,00   |
| Штовхання ядра            | Андрій Немчанінов Київська область                                            | 18,84   | Андрій Бородкін Хмельницька область                                                    | 18,46   | Андрій Мартинов Одеська область                                                                         | 17,24   |
| Семиборство               | Олександр Пархоменко Білорусь                                                 | 5827    | Сергій Блонський Київська область                                                      | 5693    | Олександр Юрков Київська область                                                                        | 5638    |

### Жінки
| Дисципліни                | Золото                                                                              | Золото   | Срібло                                                                        | Срібло   | Бронза                                                                           | Бронза   |
| ------------------------- | ----------------------------------------------------------------------------------- | -------- | ----------------------------------------------------------------------------- | -------- | -------------------------------------------------------------------------------- | -------- |
| 60 метрів                 | Ірина Кожемякіна Дніпропетровська область                                           | 7,27     | Ірина Штангеєва Донецька область                                              | 7,29     | Ольга Андрєєва Івано-Франківська область                                         | 7,48     |
| 200 метрів                | Ірина Штангеєва Донецька область                                                    | 23,55    | Марина Майданова Харківська область                                           | 23,79    | Олена Чебану Харківська область                                                  | 24,34    |
| 400 метрів                | Наталія Пигида Київська область                                                     | 52,20    | Оксана Ілюшкіна Миколаївська область                                          | 53,22    | Лілія Лобанова Київ                                                              | 54,02    |
| 800 метрів                | Тетяна Петлюк Київ                                                                  | 2.03,52  | Олена Бондар Одеська область                                                  | 2.10,55  | Анжеліка Шевченко Донецька область                                               | 2.11,45  |
| 1500 метрів               | Тетяна Головченко Сумська область                                                   | 4.11,58  | Ірина Ліщинська Донецька область                                              | 4.15,85  | Анна Міщенко Харківська область                                                  | 4.21,81  |
| 3000 метрів               | Тетяна Головченко Сумська область                                                   | 9.09,41  | Марина Дуброва Київ                                                           | 9.20,06  | Анна Міщенко Харківська область                                                  | 9.25,61  |
| 60 метрів з бар'єрами     | Євгенія Снігур Харківська область                                                   | 8,40     | Людмила Щербина Одеська область                                               | 8,64     | Оксана Кузьмінок-Романюк Харківська область                                      | 8,70     |
| 3000 метрів з перешкодами | Валерія Мара АР Крим                                                                | 10.03,59 | Інна Лебедєва Київ                                                            | 10.10,54 | Юлія Ігнатова Одеська область                                                    | 10.12,68 |
| 4×400 метрів              | Запорізька областьОлександра Пейчева Ганна Пелих Анастасія Топузлієва Юлія Чуєшкова | 3.51,07  | Львівська областьМирослава Ванько Галина Гарас Наталія Лебедюк Наталія Солдак | 3.51,60  | Вінницька областьКатерина Бондарчук Олена Гладка Ірина Кочубейник Зоя Нестеренко | 3.57,21  |
| Стрибки у висоту          | Віта Стьопіна Миколаївська область                                                  | 1,91     | Віта Паламар Київ                                                             | 1,88     | Олена Холоша Миколаївська область                                                | 1,78     |
| Стрибки з жердиною        | Юлія Куркудим Одеська область                                                       | 3,80     | Олена Чикачкова Донецька область                                              | 3,80     | Катерина Баркова Донецька область                                                | 3,80     |
| Стрибки у довжину         | Вікторія Молчанова Харківська область                                               | 6,58     | Олександра Шишлюк Черкаська область                                           | 6,50     | Катерина Чернявська Харківська область                                           | 6,42     |
| Потрійний стрибок         | Олександра Шишлюк Черкаська область                                                 | 13,80    | Тетяна Щуренко Київ                                                           | 13,43    | Ольга Саладуха Донецька область                                                  | 13,42    |
| Штовхання ядра            | Тетяна Насонова Одеська область                                                     | 16,34    | Оксана Захарчук Київська область                                              | 16,13    | Світлана Сакун Чернігівська область                                              | 15,93    |
| П'ятиборство              | Наталія Добринська Вінницька область                                                | 4604     | Марина Брезгіна Харківська область                                            | 4370     | Віра Єпімашко Білорусь                                                           | 4188     |